# 公武法制応勅十八箇条
公武法制応勅十八箇条（こうぶおうちょくじゅうはっかじょう）は、元和元年（1615年）8月に徳川家康が、後水尾天皇の勅命を受けて御所の紫宸殿に掲げるために定めたとされている18ヶ条。ただし、今日の法制史においては「偽法令」であるとされている。

## 概要
『徳川禁令考』前集一に諏訪氏所蔵として引用されており、武家政道と天下太平について定めたものとされる。ところが、その内容は当時の幕府の法令に形式に則しておらず、特に第18条に至っては当時存在する筈の無い「東叡山」 という言葉が登場するなど矛盾が多く、今日の法制史の研究者の間ではその存在を否定されており、公家政権（朝廷）に対する江戸幕府の優越的地位を示すために創作された偽文書であると考えられている。また、岡野友彦は源氏長者の地位を本来持っていた公家の役職としての淳和奨学両院別当としての意味から武家の棟梁としての意味に換骨奪胎していることに注目し、この文書を偽造した人物が徳川将軍家が源氏長者の地位を根拠として公家政権（朝廷）の支配を行おうとした方針を文書に反映させているとしている。